# 奧布里鎮區 (約翰遜縣)
奧布里鎮區（英語：Aubry Township）為位在美國堪薩斯州約翰遜縣的鎮區。2010年美国人口普查中該鎮區人口有4,204人。該鎮區於1858年設立。

## 地理
根據美國地質調查局的資料，奧布里鎮區涵蓋面積87.45平方（33.76平方英里），其中86.32平方公里為陸地，另外1.13平方公里或1.29%為水域。
位在奧布里鎮區北邊的歐弗蘭帕克雖然坐落於該鎮區地理範圍內，但該城市仍視為一個獨立實體。

### 非建制地區
- 奧布里（38°46′15″N 94°40′16″W / 38.770842°N 94.671068°W）
- 史迪威（38°46′09″N 94°39′23″W / 38.769176°N 94.656345°W）

（上表資料來自美國地質調查局，這可能包含該鎮區之前所轄下的聚居地）

### 鄰近鎮區
- 約翰遜縣
  - 牛津鎮區（北）
  - 斯普林希爾鎮區（西）
  - 奧拉西鎮區（西北）

- 邁阿密縣
  - 威鎮區（南）
  - 十英里鎮區（西南）

### 墓園
此鎮區擁有2座墓園：奧布里墓園（Aubry Cemetery）以及伍德蘭墓園（Woodland Cemetery）。

### 主要公路
- 69號美國國道

### 機場和降落跑道
- 希爾賽德機場（英语：Hillside Airport）
- 米申路降落跑道（Mission Road Landing Strip）

## 學區
- 藍谷聯合學區（英语：Blue Valley USD 229）（229號堪薩斯州聯合學區）
- 斯普林希爾聯合學區（Spring Hill Unified School District 230）（230號堪薩斯州聯合學區）

## 國會選區
- 堪薩斯州第三國會選區
- 堪薩斯州第二十七眾議院選舉區（Kansas House District 27）
- 堪薩斯州第三十七參議院選舉區（Kansas Senate District 37）

## 人口統計
根據2010年美國人口普查，奧布里鎮區人口有4,204人，人口密度為48,08人/平方公里。種族組成方面，96.1%為白人；0.62%為非裔美洲人；0.17%為美洲原住民；0.88%為亞洲人；0%為太平洋島民；0.98%為來自其他種族；另外有1.26%來自兩個或以上的種族。而西班牙裔美國人或拉丁美洲人等其他族裔佔該鎮區人口的4.14%。

## 外部連結
- United States Census Bureau 2007 TIGER/Line Shapefiles
- United States National Atlas
- US-Counties.com
- City-Data.com （页面存档备份，存于）